# Feelplus
feelplus Inc. (株式会社フィールプラス, Kabushiki gaisha Fiirupurasu) était une société japonaise de développement de jeux vidéo, et une filiale d'AQ Interactive. 
Le studio est conçu initialement par Microsoft Game Studios dans le but d'aider spécifiquement Mistwalker sur le développement de jeux vidéo. Il est fondé par d'anciens employés d'UPL, comprenant notamment Tsutomu Fujisawa, et ouvre le 1er mai 1992 sous le nom Scarab (スカラベ). D'anciens employés de chez Nautilus et Square Enix rejoignent le studio plus tard. En mai 2005, Scarab change son nom pour feelplus Inc.
En aout 2010, feelplus Inc. avec Artoon et Cavia sont absorbées par AQ Interactive.

## Jeux développés

### Sega Saturn
- Zen Nihon Pro Wres Featuring Virtua (1997, en tant que Scarab)

### PlayStation 3
- No More Heroes: Heroes' Paradise (2010)[2]
- MindJack (2011)[3]
- Moon Diver (2011)

### Wii
- Ju-on: The Grudge (2009)

### Xbox 360
- Lost Odyssey (2007) codéveloppé avec Mistwalker
- Infinite Undiscovery (2008) production visuelle
- Star Ocean: The Last Hope (2009) production visuelle
- Ninety-Nine Nights II (2010) codéveloppé avec Q Entertainment
- MindJack (2011)[3]
- Moon Diver (2011)